# Film i USA

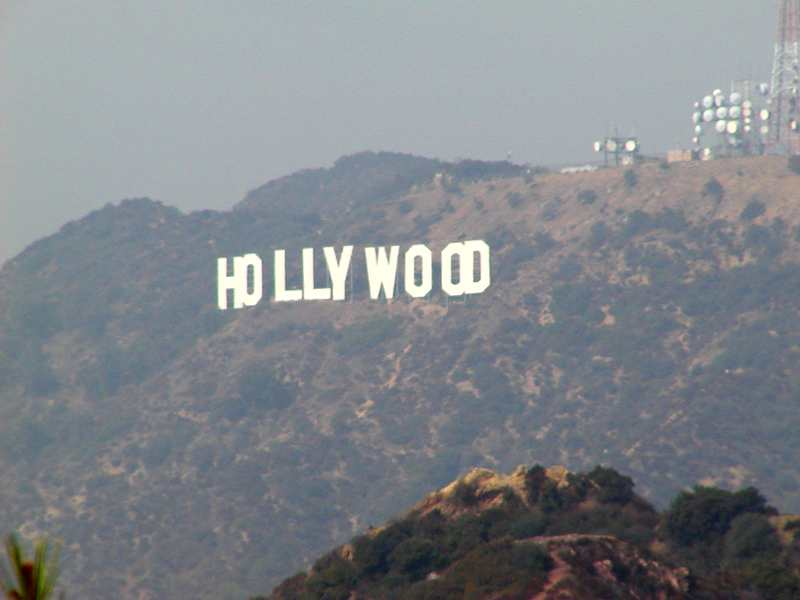
Hollywood-skylten i Hollywood.

Amerikansk film har sedan 1920-talet dominerat den globala filmindustrin med ett brett utbud av filmer som varit både konstnärligt och tekniskt banbrytande. Detta har bidragit till att det i den amerikanska kulturen finns en ingrodd filmentusiasm som man inte kan hitta någon annanstans än kanske den andra stora filmnationen, det vill säga Indien (se indisk film).

## Historik
Tack vare intresset för filmkonsten och det låga priset blev det allt vanligare med biografbesök i USA. Man besökte dessa så kallade Nickelodeons som de kallades för att det kostade endast en nickel (amerikanskt mynt med valör 5 cent) för en filmvisning.
Den mest framgångsrika filmen från den här perioden är förmodligen kärlekshistorien mellan Scarlett O'Hara och Rhett Butler i Borta med vinden (1939) som än idag inte har överträffats vad gäller antalet biobesökare.
Denna tradition kulminerade under 1950-talet. Det var då som televisionen fick sitt genombrott och nu hade var man sin egen "mini - biograf" därmed blev Nickelodeons alltmer sällsynta.
Den amerikanska filmindustrin anpassade sin produktion och började med att spela in storfilmer som publiken helt enkelt inte kunde uppleva fullt ut på sina små tv-apparater. Exempel på filmer från 1950-talet och 1960-talet Ben-Hur (1959), Spartacus (1960) och Cleopatra (1963). Exempel på innovationer är bredbild såsom Cinemascope och ökat antal färgfilmer.
Den första biograf som öppnade i USA var Vitascope Hall i hörnet av Canal Street och Exchange Place i New Orleans den 26 juni 1896. Under de första åren visades film i regel i varietéprogram eller som demonstrationer i befintliga lokaler. New York hade bara 16 vanliga biografer 1906, men året därpå började den stora nickelodeon-boomen med hundratals biografer i New York och flera tusen i hela landet. De låg ofta i ombyggda affärslokaler och hade färre än 200 platser. Biljettpriset var en nickel (5 cent).
I mitten av 1910-talet växte de stora biografpalatset upp, med tusentals platser och högre biljettpriser. Innan första världskriget var Italien, Frankrike, Tyskland och Danmark de ledan filmnationerna. Men sedan dess har den amerikanska filmen varit dominerande i hela världen. Inte bara filmen utan hela den amerikanska kulturen, musik, reklam, mode etc., har blivit stilbildande.
De första amerikanska filmerna spelades 1892 in av William Kennedy Dickson för Edison. Det första dramat var den 18 sekunder långa The Execution of Mary Queen of Scots (av Alfred Clark), som hade premiär den 28 augusti 1895. Den första långfilmen var Oliver Twist, som visades den 1 juni 1912. Den första långfilmen i färg, The Gulf Between, kom den 21 september 1917. Den första långfilmen med inslag av tal var Jazzsångaren, premiärvisad den 6 oktober 1927, men det hade kommit många ljudfilmer med olika system innan dess.
År 1914 producerade USA 212 långfilmer och 1918: 887.
Sedan första världskriget har de amerikanska filmerna dominerat den globala filmdistributionen. Amerikansk livsstil och moral har påverkat andra länder, inte bara genom filmen, utan också genom kultur och trender.

### Hollywoods uppkomst
I början av 1910 skickades regissören D.W. Griffith av filmbolaget Biograph Company till västkusten med sin skådespelargrupp, bestående av skådespelarna Blanche Sweet, Lillian Gish, Mary Pickford, Lionel Barrymore med flera. De började filma på en ledig tomt nära Georgia Street i centrala Los Angeles. Medan de var där bestämde sig företaget för att utforska nya territorier och reste flera mil norrut till Hollywood, en liten by som var trevlig och välkomnade filmbolaget att filma där. Griffith filmade sedan där den första filmen som spelats in i Hollywood, In Old California, ett biografiskt melodrama om Kalifornien på 1800-talet, då det ännu tillhörde Mexiko. Griffith stannade kvar i månader och gjorde flera filmer innan han återvände till New York. År 1910 etablerade även bolaget Selig Polyscope från Chicago sin första filmstudio i Los Angeles-området i Edendale. Efter att ha hört talas om Griffiths framgångar i Hollywood, 1913, begav sig många filmskapare västerut för att slippa de avgifter som Thomas Edison, som ägde patentet på filmskapande-processen, tog ut. Vid den tiden ägde Edison nästan alla patent som var relevanta för filmproduktion i USA.
I Los Angeles växte studiorna såväl som Hollywood. Före första världskriget gjordes filmer i flera amerikanska städer, men filmskaparna tenderade att dras mot södra Kalifornien när industrin utvecklades. De lockades av det varma klimatet och det pålitliga solljuset, som gjorde det möjligt att spela in filmer utomhus året runt och dessutom fanns ett varierande landskap att tillgå. 
Krigets skadeverkningar bidrog till nedgången för den då dominerande europeiska filmindustrin, till förmån för USA:s, där infrastrukturen ännu var intakt.
I början av 1900-talet, när mediet var nytt, fick många judiska invandrare arbete inom den amerikanska filmindustrin. De kunde sätta sin prägel på en helt ny verksamhet: förevisningen av kortfilmer i en slags enklare biografer som kallades nickelodeons, efter sitt inträdespris på en nickel (fem cent). Inom några år kom ambitiösa män som Samuel Goldwyn, William Fox, Carl Laemmle, Adolph Zukor, Louis B. Mayer och Warner Brothers (Harry, Albert, Samuel och Jack) att ha växlat in på produktionssidan av industrin. Inom kort var de chefer för en ny typ av företag: filmstudion. (USA hade minst två kvinnliga regissörer, producenter och studiochefer under dessa tidiga år: Lois Weber och den franskfödda Alice Guy-Blaché.) De bäddade också för branschens internationalism; annars anklagas den ofta för americentrism och provinsialism. 
Andra filmskapare kom till Hollywood från Europa efter första världskriget: regissörer som Ernst Lubitsch, Alfred Hitchcock, Fritz Lang och Jean Renoir; och skådespelare som Rudolph Valentino, Marlene Dietrich, Ronald Colman och Charles Boyer. De anslöt sig till USA:s eget utbud av skådespelare, som lockats västerut från New York teaterscener efter introduktionen av ljudfilmen, och kom tillsammans att bilda en av 1900-talets mest anmärkningsvärda tillväxtindustrier. När filmer var som mest populära i mitten av 1940-talet, producerade studiorna totalt cirka 400 filmer per år, som sågs av en publik på 90 miljoner amerikaner per vecka.

### Klassisk Hollywoodfilm och Hollywoods guldålder (1913–1969)
Klassisk Hollywoodfilm, eller Hollywoods guldålder, definieras som en teknisk och narrativ stil som är karakteristisk för amerikansk film från 1913 till 1969, under vilken era tusentals filmer släpptes av Hollywood-studiorna. Den klassiska stilen började växa fram 1913, accelererade 1917 efter att USA gått in i första världskriget och stelnade i sin form när filmen Jazzsångaren släpptes 1927, vilken avslutade stumfilmseran och ökade kassavinsterna för filmindustrin genom att introducera ljud till att ackompanjera dess filmer.
De flesta Hollywoodfilmerna höll sig nära en formel, såväl western, slapstick-komedi, musikal, animerad film som biografisk film, och samma kreativa team arbetade ofta med filmer gjorda av samma studio. Till exempel, Cedric Gibbons och Herbert Stothart arbetade alltid på MGM-filmer, Alfred Newman arbetade för 20th Century Fox i tjugo år, Cecil B. DeMilles filmer gjordes nästan alla hos Paramount och regissören Henry Kings filmer gjordes mestadels för 20th Century Fox. Samtidigt kunde man ofta gissa vilken studio som gjort vilken film, mycket på grund av skådespelarna som medverkade i den; MGM, till exempel, hävdade att de hade fått "fler stjärnor än det finns på himlen." Varje studio hade sin egen stil och sina karaktäristiska inslag som gjorde det möjligt att känna igen dem – en egenskap som knappast existerar idag.
För exempel Att ha och inte ha (1944), är noterbar inte bara för att det var första gången som skådespelarna Humphrey Bogart (1899–1957) och Lauren Bacall (1924–2014) framträdde tillsammans, men också för att den skrevs av två framtida mottagare av Nobelpriset i litteratur: Ernest Hemingway (1899–1961), författaren till romanen på vilket manuset var baserat, och William Faulkner (1897–1962), som arbetade med filmadaptionen.
Efter att Jazzsångaren haft premiär 1927, nådde Warner Bros. stora framgångar och kunde förvärva en kedja med egna biografer. MGM ägde också en egen biografkedja sedan 1924 och Fox Film ägde även de en egen kedja. RKO utmanade i sin tur monopolet på ljud i filmer och utvecklade sin egen metod, känd som Photophone, för att ljudsätta filmer. Paramount förvärvade även de ett antal biografer i slutet av 1920-talet och skulle komma att få monopol på biografer i Detroit, Michigan. På 1930-talet ägdes nästan alla premiärbiografer i USA:s storstäder av Big Five-studiorna – MGM, Paramount Pictures, RKO, Warner Bros. och 20th Century Fox.

#### Studiosystemet
Filmbolagen tjänade pengar på att verka under studiosystemet. De stora studiorna höll tusentals människor avlönade, skådespelare, producenter, regissörer, manusförfattare, stuntmän, hantverkare och tekniker. De ägde eller arrenderade filmrancher på landsbygden i södra Kalifornien för utomhustagningar av westerns och andra storskaliga genrefilmer. De stora studiorna ägde även hundratals biografer i städer över hela landet där de visade sina filmer och dessa var alltid i behov av nytt material.
År 1930 skapade MPPDA:s (Motion Picture Producers and Distributors of America) ordförande Will Hays produktionskoden (även känd som "Hays Code"), som följde censurriktlinjerna och trädde i kraft efter att regeringens hot om censur utökades 1930. Koden verkställdes dock inte förrän 1934, efter att den katolska organisationen National Legion of Decency förfärats av några av de vågade filmer med tillhörande reklam från eran som senare kom att klassificeras som "pre-code"-Hollywood ("pre-code"-filmerna var mer fria och kunde innehålla mer erotik, våld, vågade ämnen, språk, antydningar osv.) och hotade med bojkott av filmer om den inte trädde i kraft. De filmer som inte fick en godkännandestämpel från produktionskodsadministrationen var tvungna att betala 25 000 USD i böter och kunde inte heller tjäna in några pengar på biograferna, eftersom MPPDA kontrollerade alla biografer i landet genom Big Five-studiorna (MGM, Paramount Pictures, RKO, Warner Bros. och 20th Century Fox). Det rörde sig alltså om självcensur, för att förekomma krav på statlig censur. 
Under hela 1930-talet, såväl som större delen av guldåldern, dominerade MGM på filmduken och hade de största stjärnorna i Hollywood, och de krediteras också för att ha skapat stjärnsystemet. Till MGM:s stjärnor hörde bland annat Clark Gable, Lionel Barrymore, Jean Harlow, Norma Shearer, Greta Garbo, Joan Crawford, Jeanette MacDonald, Gene Raymond, Spencer Tracy, Judy Garland och Gene Kelly. Men MGM var inte ensamma på arenan. En annan stor bedrift inom amerikansk film under eran kom genom Walt Disneys animationsföretag. 1937 skapade Disney sin tids mest framgångsrika film, Snövit och de sju dvärgarna. Denna framgång toppades dock 1939 när Selznick International skapade vad som fortfarande är, justerat för inflation, den mest framgångsrika filmen genom tiderna i Borta med vinden.
Flera filmhistoriker har anmärkt på antalet stora verk som tillkom under denna period av ett ytterst reglementerat filmskapande. En anledning till att detta var möjligt är att med så många filmer som spelades in behövde inte alla bli en succé. En studio kunde satsa på en långfilm med medelstor budget, ett bra manus och relativt okända skådespelare: En sensation, regisserad av Orson Welles (1915–1985), ofta betraktad som en av de bästa filmerna genom tiderna, passar in på denna beskrivning. I andra fall kämpade viljestarka regissörer som Howard Hawks (1896–1977), Alfred Hitchcock (1899–1980) och Frank Capra (1897–1991) mot studiorna för att kunna uppnå sina konstnärliga visioner.
Höjdpunkten för studiosystemet kan ha varit år 1939, då klassiker såsom Trollkarlen från Oz, Borta med vinden, Diligensen, Mr. Smith i Washington, Svindlande höjder, Endast änglar ha vingar, Ninotchka och Midnatt hade premiär. Andra filmer från Hollywoods guldålder som anses vara klassiker inkluderar bland annat Casablanca, Livet är underbart, Det hände en natt, King Kong, Myteri, Top Hat, Stadens ljus, Red River, Lady från Shanghai, Fönstret åt gården, Storstadshamn, Ung rebell, I hetaste laget och Hjärntvättad.

#### Filmindustrin och patriotism
Under andra världskriget (1941-1945) ställde den amerikanska filmindustrin upp bakom staten med patriotiska krigsfilmer (både dokumentärer och spelfilmer). Exempel: Luften är vårt liv (1943) i regi av Howard Hawks. Man spelade till och med in spelfilmer som framställde det tidigare och senare avskydda Sovjetunionen (tillfällig allierad) i gott ljus.
Röda faran efter andra världskriget ledde till att ett antal filmskapare svartlistades och inte kunde jobba öppet då de vägrade vittna inför House Un-American Activities Committee (HUAC) mot misstänkta kommunister i filmindustrin. En del av de kallade vittnade mot sina kollegor och bitterheten över detta levde kvar länge.

### Studiosystemets fall
Studiosystemet och Hollywoods guldålder skulle slutligen ge vika för två krafter som växte fram under slutet av 1940-talet:
- ett federalt rättsärende som skilde på produktionen av filmer från deras visningar; och
- tillkomsten av televisionen i USA.

Walt Disneys Snövit och de sju dvärgarna fick sin premiär samtidigt som en rad glanslösa filmer från de stora studiorna och blev snabbt den mest inkomstbringande filmen som dittills släppts. Det var pinsamt för studiorna att en animerad independentfilm, som inte hade några studioanställda stjärnor lyckades bättre. Detta förstärkte den redan utbredda frustrationen över den vertikala integreringen (filmbolagen ägde biografkedjor och sålde endast ett helt års premiärschema med filmer åt gången till biograferna och låste dem på så vis, samt kunde även tvinga dem att visa deras kommersiellt mindre framgångsrika filmer eller av medelmåttig kvalitet för att täcka upp sig själva).
Assisterande justitieminister Thurman Arnold tog tillfället i akt och inledde en process mot de åtta största Hollywood-studiorna i juli 1938. Detta resulterade i att fem av de åtta studiorna ("de fem stora": Warner Bros., MGM, Fox, RKO och Paramount) nådde en kompromiss med Arnold i oktober 1940 och undertecknade ett samtyckesdekret där de kom överens om att inom tre år:
- Eliminera blockbokning av kortfilmer.
- Eliminera blockbokning av fler än fem långfilmer på deras biografer.
- Inte längre ägna sig åt "blinda köp" (eller köp av filmer av biografdistrikt utan att ha sett filmen i förväg) utan istället ha visningar där alla 31 biografdistrikt i USA skulle kunna se filmer varannan vecka innan filmerna skulle visas på bio.
- Inrätta en styrelse i varje biografdistrikt för att upprätthålla dessa krav.[10]

"Lilla tre" (Universal Studios, United Artists, och Columbia Pictures), som inte ägde några biografer, vägrade att delta.
Ett antal oberoende filmproducenter var också missnöjda med kompromissen och bildade en fackförening. De stämde Paramount för det monopol de fortfarande innehade över biografer i Detroit och eftersom Paramount också fick dominans över skådespelare som Bob Hope, Paulette Goddard, Veronica Lake, Betty Hutton, Bing Crosby, Alan Ladd och Gary Cooper 1942. Big Five-studiorna uppfyllde inte kraven i avtalet under andra världskriget, utan större konsekvenser, men efter krigets slut anslöt de sig till Paramount som åtalade i samma rättsfall i Hollywood, liksom Little Three-studiorna.
Högsta domstolen beslutade så småningom att de stora studiornas ägande av biografer och filmdistribution var ett brott. Som ett resultat började studiorna frigöra skådespelare och teknisk personal från deras kontrakt med studiorna. Detta förändrade paradigmet för filmskapande hos de stora Hollywood-studiorna, eftersom alla nu kunde växla fritt, både i sin rollbesättning och i sina kreativa team.
Beslutet resulterade i den gradvisa förlusten av karaktäriseringen som hade gjort Metro-Goldwyn-Mayer, Paramount Pictures, Universal Studios, Columbia Pictures, RKO Pictures och 20th Century Fox-filmer omedelbart identifierbara. En del filmfolk, som Cecil B. DeMille, förblev antingen fortsatt kontrakterade till slutet av sina karriärer eller använde samma kreativa team på sina filmer, så att exempelvis en DeMille-film fortfarande kom att se ut som en sådan, oavsett om den gjordes 1932 eller 1956. 
Detta rättsfall med sitt domslut 1948 blev därmed en viktig del av amerikansk filmhistoria, då det både satte stopp för Hollywoods studiosystem och även innebar slutet för Hollywoods guldålder (1927-1948).

### 1950-talet
Under 1950-talet blev televisionen en allt större konkurrent till biografen och Hollywood svarade med större och bredare filmer i stereo, för att skapa en upplevelse som man inte kunde få hemma. Man gav också ut 3D-filmer av samma skäl.
Exempel på filmer från 1950-talet och 1960-talet är Bron över floden Kwai (1957), Ben-Hur (1959), Spartacus (1960), Lawrence av Arabien (1962) och Cleopatra (1963).
Enligt ett domslut 1952 förklarades produktionskoden som oförenlig med USA:s konstitution. Det dröjde dock till 1960-talet innan den försvann helt.
Efter att de förödande atombomberna släppts över Japan under kriget, och kalla krigets kärnvapenkapprustning avspeglades oron för radioaktivitet som ett hot mot mänskligheten i 1950-talets filmer, i synnerhet monsterfilmer som Spindlarna (1954, där jättestora muterade myror anfaller från underjorden).

## Nya Hollywood och postklassisk film (1960-1980-talet)

### 1960-talet
1960-talet var en omvälvande tid i USA. Motståndet mot Vietnamkriget var en del av en vänstervåg i landet och 1950-talets konservativa moral förändrades med nya tankegångar. Den studiodominerade filmindustrin hängde inte riktigt med i svängarna. Försöket att skildra Vietnamkriget med De gröna baskrarna (från 1968, med John Wayne i huvudrollen) sågs som alltför simplistisk, även av kritiker som inte nödvändigtvis var motståndare till kriget. Musikalfilmen Guldrushens glada dagar (1969) med Lee Marvin och Clint Eastwood som sjungande guldgrävare brukar hållas fram som en symbol för den amerikanska filmindustrins brist på kontakt med tidsandan.
Det blev istället en grupp filmskapare utanför studiosystemet med Francis Ford Coppola som nestor som kom att revitalisera filmbranschen. Bonnie och Clyde (1967) var ett tidigt exempel på det nya Hollywood som de kom att kallas (även Easy Rider, 1969, kan nämnas som banbrytande). I det nya Hollywood var det regissören och inte studion som hade huvudkommandot över filmskapandet. De kunde därför inrikta sig på de konstnärliga aspekterna utan att hämskos av kommersiella hänsynstaganden.
1960-talet var också slutet för produktionskoden som helt enkelt ignorerades då den inte hade någon laga kraft bakom sig. Istället införde MPAA 1968 sitt klassificeringssystem som används än idag i modifierad form.
Den revisionistiska western uppstod på 1960-talet. Westerngenren var en viktig del av den amerikanska nationalmyten om USA som ett land av nybyggare med god framåtanda. De revisionistiska westernfilmerna ifrågasatte denna narratologi, man framställde till exempel inte indianer som endimensionellt onda vildar, de hårda lagmännen var inte alltid de goda i vita hattar och så vidare.

### 1970-talet
Regissörer från det nya Hollywood rönte stora kommersiella framgångar med så kallade blockbusters (kassasuccéer), till exempel George Lucas med Stjärnornas krig (1977) och Steven Spielberg med Hajen (1975). Båda filmerna gjordes med influenser från nya Hollywood men var mer kommersiellt inriktade och gick tillbaka till tidigare erors filmstilar. Hajen var en variant av monsterfilmen och Stjärnornas krig gick tillbaka till 1940-talets billiga science fiction-serials (filmer uppdelade i avsnitt).

### 1980-talet
1980-talet var slutet på nya Hollywoods modell med en självständig regissör i högsätet. Fiaskot med Heaven's Gate (1981, regi Michael Cimino) ses som slutpunkten, men även bristen på kommersiell framgång för filmer som Martin Scorseses Tjuren från Bronx (1980) var ett tecken på detta.
Reaganperioden ledde till en nytändning för den amerikanska konservatismen, vilket reflekterades i filmernas värld. Nya Hollywoods pessimistiska syn på USA trängdes undan av filmer som ibland stämplas som 80s dumb action ("80-talets korkade aktionfilm"). Exempel kan ses i Rambo – First Blood II (1985, huvudroll Sylvester Stallone) och Commando (1985, huvudroll Arnold Schwarzenegger). I båda filmerna löses alla problem med stora skopor våld. I Rambo – First Blood II åker veteranen John Rambo tillbaka till Vietnam för att befria krigsfångar som lämnats kvar efter kriget (en vanlig myt i USA). Han vinner så att säga på film kriget som inte gick så bra i verkligheten. I Commando reagerar den f.d. översten John Matrix på gisslantagandet av sin dotter med att utplåna den gisslantagande gruppen och befria henne, vilket kan ses som ett eko av den segdragna gisslankrisen i Iran (1979-1981) där ett räddningsförsök misslyckades och USA förnedrades internationellt (gisslan släpptes samtidigt som Reagan svor presidenteden).
En undergenre är 1980-talets polisfilmer som i regel innehåller vissa stereotypa element. Huvudpersonen är en polis som är en loose cannon ("lös kanon"), han följer inga regler och lagar men är den som är verkligt effektiv i att stoppa brottslingarna som gömmer sig bakom rättsstatens bestämmelser. Misshandel, hot och tortyr framställs som enda sättet att få fram information från brottslingar. Ofta skälls han ut av polischefen när han farit fram hårt i jakten på brottslingar men inget görs mot honom då han är den som får fram resultat i slutändan. Detta är en reflektion av den amerikanska konservatismens syn på polisens roll i brottsbekämpningen (naturligtvis överdriven för underhållningseffekt och så vidare). Dirty Harry (1971) kan ses som föregångare till denna typ av film som blommade på 1980-talet (ett exempel är Tango & Cash (1989)). I nya Hollywoods Bonnie och Clyde var huvudpersonerna brottslingar och antihjältar; i 1980-talets polisfilmer var det istället polisen som var antihjälten som står över samhällets regler.

## Modern film

### 1990-talet
Under 1990-talet har trenden med större, bättre och häftigare film dominerat produktionen hos de amerikanska filmbolagen. Till stor del är orsaken utvecklingen på hemmabio- och TV-marknaden: för en låg kostnad får tittaren samma upplevelser hemma som på biografen. Filmer som Jurassic Park (1993), Independence Day (1996), Titanic (1997) och Sagan om ringen (2001) och dess uppföljare har dock dragit storpublik till biosalongerna.
Independentfilm (film gjord utanför studiosystemet) fick ett uppsving under 1990-talet. Richard Linklaters enkla Slacker (1990) var en influens på dessa filmskapare. Sundance Film Festival var en viktig del i processen att synliggöra independentfilmer. Den kanske mest framgångsrike independentfilmaren från denna tid är Quentin Tarantino vars framgång med Pulp Fiction (1994) var stilbildande.

### 2000- och 2010-talet
3D-film återlanserades med ny förbättrad teknik som ett sätt att erbjuda en upplevelse i biosalongen som inte kan återskapas på hemmabiosystem eller TV. James Camerons Avatar (2009) är en av de mer lyckade 3D-filmerna från denna tid. I USA talas det ibland om att kabel-TV nu är den främsta långfilmsformen då serier som HBO:s Game of Thrones och Boardwalk Empire inte har samma innehållsrestriktioner som biofilm (MPAA) och marksänd TV (regleras av FCC).

## Ekonomi och globalt inflytande
| Nation           | Antal filmproduktioner | Marknadsandel för inhemsk film | Marknadsandel för amerikansk film |
| ---------------- | ---------------------- | ------------------------------ | --------------------------------- |
| Tyskland         | 75                     | 9,4%                           | 81,9%                             |
| Australien       | 31                     | 8,0%                           | 87,5%                             |
| Spanien          | 98                     | 10,1%                          | 82,7%                             |
| Förenta Staterna | 460                    | 96,1%                          | -                                 |
| Frankrike        | 204                    | 28,9%                          | 58,3%                             |
| Italien          | 103                    | 17,5%                          | 69,5%                             |
| Japan            | 282                    | 31,8%                          | 64,8%                             |
| Storbritannien   | 90                     | 19,6%                          | 75,3%                             |

Källa: Scott (2004).

## Centrala och kända personer
Några framstående amerikanska regissörer:
- Woody Allen
- Robert Altman
- Paul Thomas Anderson
- Hal Ashby
- Tim Burton
- Frank Capra
- John Cassavetes
- Joel och Ethan Coen
- Francis Ford Coppola
- Cecil B. DeMille
- Brian De Palma
- John Ford
- D.W. Griffith
- Howard Hawks
- George Roy Hill
- John Huston
- Jim Jarmusch
- Stanley Kubrick
- Spike Lee
- Barry Levinson
- George Lucas
- Sidney Lumet
- David Lynch
- Joseph L. Mankiewicz
- Leo McCarey
- Alan J. Pakula
- Arthur Penn
- Sam Peckinpah
- Sydney Pollack
- Martin Scorsese
- Steven Spielberg
- Oliver Stone
- Quentin Tarantino
- Orson Welles
- Billy Wilder
- Robert Wise

Några noterbara amerikanska skådespelare:
- Fred Astaire
- Lauren Bacall
- Humphrey Bogart
- Marlon Brando
- James Cagney
- Joan Crawford
- Bette Davis
- James Dean
- Robert De Niro
- Johnny Depp
- Kirk Douglas
- Clint Eastwood (även som regissör)
- Henry Fonda
- Jane Fonda
- Harrison Ford
- Clark Gable
- Judy Garland
- Lillian Gish
- Gene Hackman
- Tom Hanks
- Katharine Hepburn
- Dustin Hoffman
- Buster Keaton (även som regissör)
- Gene Kelly
- Grace Kelly
- Burt Lancaster
- Jack Lemmon
- Carole Lombard
- Steve McQueen
- Marilyn Monroe
- Paul Newman
- Jack Nicholson
- Al Pacino
- Gregory Peck
- Sidney Poitier
- Tyrone Power
- Robert Redford
- Ginger Rogers
- Barbara Stanwyck
- James Stewart
- Meryl Streep
- Shirley Temple
- Spencer Tracy
- John Wayne